# Brachinus imporcitis
Brachinus imporcitis är en skalbaggsart som beskrevs av Terry Erwin. Brachinus imporcitis ingår i släktet Brachinus och familjen jordlöpare. Inga underarter finns listade i Catalogue of Life.